# Абдулов, Рустам Резоевич
Рустам Резоевич Абдулов (в некоторых заявках — Ризоевич[уточнить]; род. 29 марта 1973) — российский футболист, полузащитник.

## Карьера
Профессиональную карьеру начинал в клубе «Локомотив» Нижний Новгород. 7 марта 1993 года в выездном матче 1-го тура против сочинской «Жемчужины», выйдя на поле на 89-й минуте вместо Дмитрия Голубева, провёл свой единственный матч в высшей лиге. Также провёл один матч на высшем уровне в Кубке России против московского «Динамо». По отцу имеет таджикские корни, поэтому в своё время привлекался в экспериментальный состав сборной Таджикистана, хотя являлся воспитанником нижегородского футбола.
Далее играл за «Торпедо» Павлово. Профессиональную карьеру завершил в 1997 году в дзержинском «Химике». В 1998 году играл за любительский клуб «Энергия» из города Городец. В 2000 году выступал за любительский клуб «Спартак-МИЗ» Ворсма..